# Южное (Тюменская область)
Ю́жное — село в Ялуторовском районе Тюменской области России. Входит в состав Зиновского сельского поселения.

## История
В 1961 году указом Президиума Верховного Совета РСФСР деревне Кутькина присвоено наименование Южная.

## Население
| 2010 | 2014 |
| ---- | ---- |
| 245  | ↗275 |

## Улицы
| - ул. Береговая, - ул. Гагарина, - ул. Механизаторов, - ул. Мира, | - пер. Маяковского, - пер. Островского, - пер. Школьный. |